# 竹林精舎
竹林精舎（ちくりんしょうじゃ、サンスクリット語：Venuvana-vihāra）は、仏教で建てられた最初の精舎である。迦蘭陀竹林（からんだちくりん）ともいう。天竺五精舎（天竺五山とも）の一つ。
中インドのマガダ国の首都である王舎城（ラージャガハ; 現在のビハール州ラージギル）にあった。迦蘭陀（カランダ）長者が所有していた竹園で、当初は尼犍子（ジャイナ教）に与えていたが、長者が仏に帰依したことでこれを仏教の僧園として奉じ、頻婆娑羅（ビンビサーラ）王が伽藍を建立したといわれる。

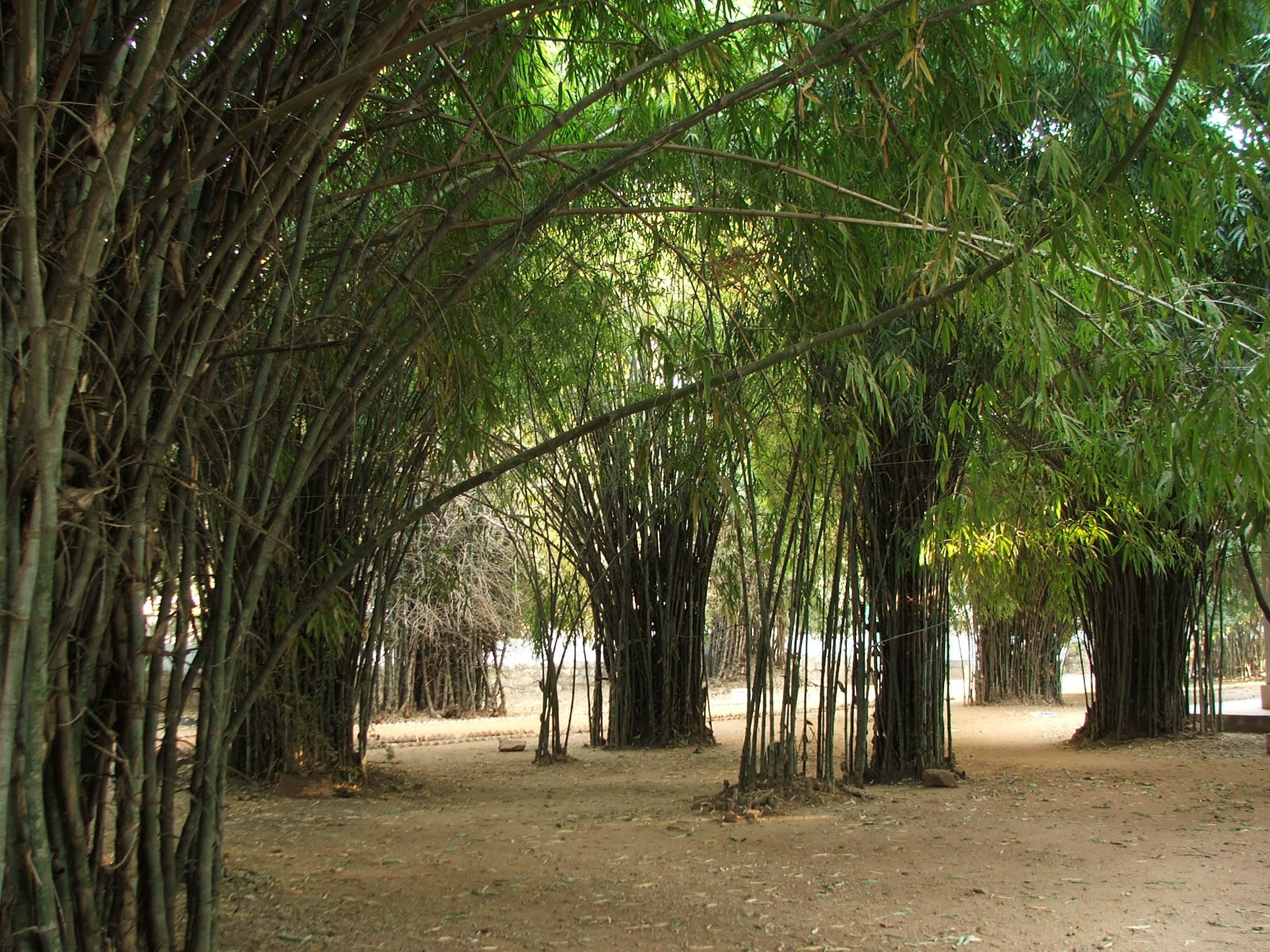
周辺にある竹林
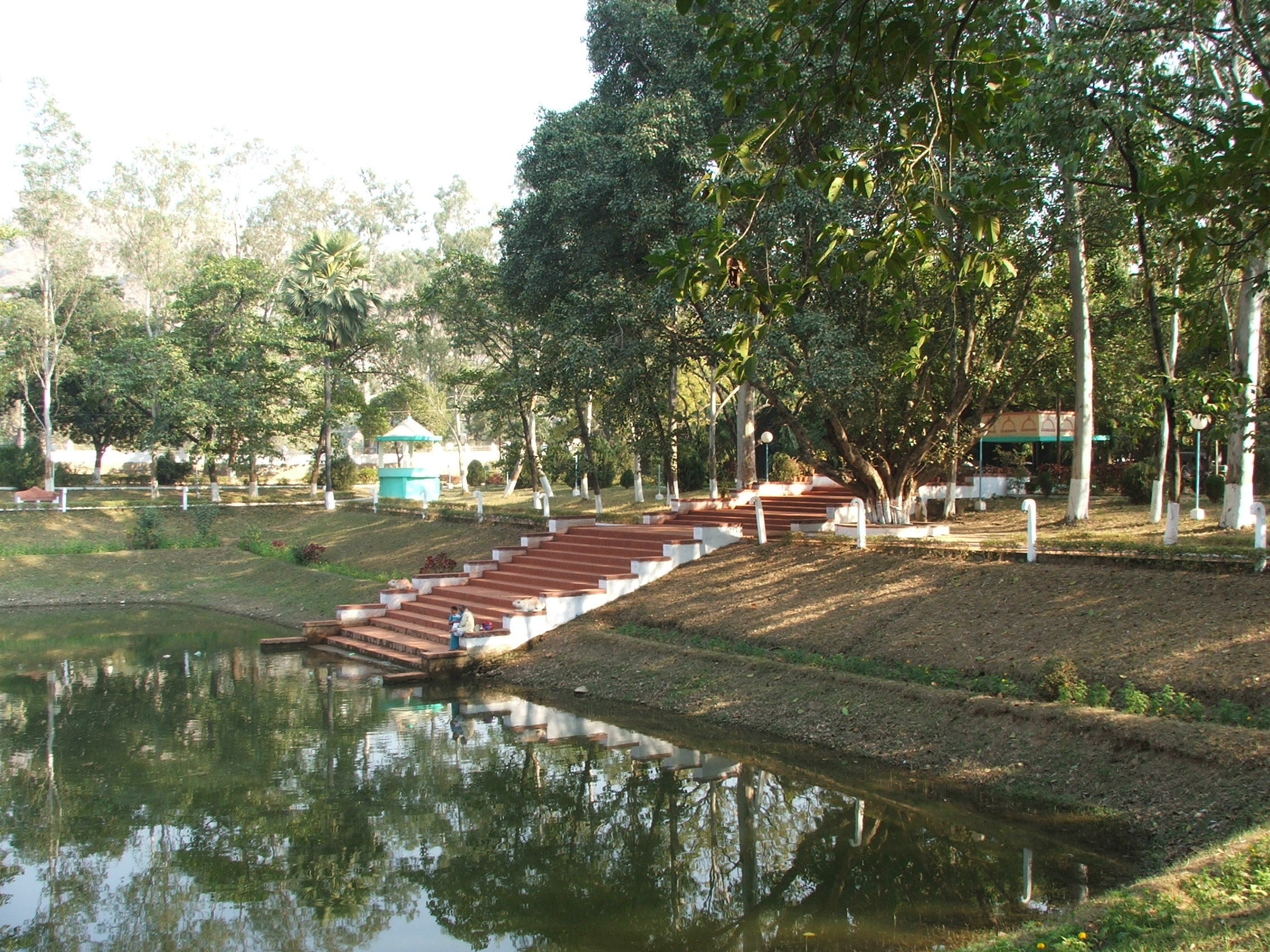
沐浴場